# استجابة جذع الدماغ السمعية
استجابة جذع الدماغ السمعية (اختصارًا ABR) هو جهد مستحث سمعي ناشئ من النشاط الكهربائي المستمر في الدماغ، يمكن تسجيل هذه الاستجابة عبر المساري الكهربائية المثبتة على فروة الرأس. يتألف التسجيل المقاس من ست إلى سبع موجات موجبة لقمة الرأس يمكن تقييمها من I إلى V. تحدث هذه الموجات، المرقمة وفق الأرقام اليونانية في اصطلاح جيويت وويليستون، في أول 10 ملي ثانية من بدء التنبيه السمعي. تُعتبر «إيه بي آر» استجابة خارجية المنشأ نظرًا لاعتمادها على عوامل خارجية.
تشمل البنى السمعية التي من شأنها توليد استجابة جذع الدماغ السمعية ما يلي:
- الموجة I إلى III – يولدها الفرع السمعي للعصب القحفي VIII وأدنى
- الموجة IV وV – يولدها جذع الدماغ العلوي
- مواقع أعمق – تنشأ الموجة I من تغصنات ألياف العصب السمعي، وتنشأ الموجة II من النواة القوقعية، ويظهر نشاط الموجة III في المعقد الزيتوني العلوي بينما ترتبط الموجة IV وV مع الفتيل الوحشي.

## بروتوكولات التهدئة

### الاستخدام الشائع للمهدئات
يُعتبر الاسترخاء الجيد للمريض أحد الأمور الضرورية عمومًا من أجل تحقيق أعلى جودة تسجيل ممكنة لأي جهد مسجل. مع ذلك، قد تمتلئ العديد من التسجيلات بالأخطاء الحركية وعضلية المنشأ. تؤدي حركة المريض وتململه إلى تقدير مفرط في العتبة ونتائج اختبار غير دقيقة. في معظم الحالات، عادة ما يستطيع البالغ توفير تسجيل جيد خارج الطبل. في التسجيلات بطريق غشاء الطبل، يمكن استخدام مهدئ في الحالات المتطلبة لزمن طويل. يُعطى معظم المرضى (خاصة الرضع) بعض التخدير الخفيف عند إجراء اختبار بطريق غشاء الطبل.
يُعد هيدرات الكلورال أحد المهدئات الموصوفة بشكل شائع، ويُستخدم بشكل شائع في الحث على النوم عند الأطفال الصغار والرضع من أجل تسجيلات «إيه إي بّي». يحتوي الكحول الذي يثبط الجهاز العصبي المركزي، على وجه التحديد القشرة المخية. تشمل الآثار الجانبية الناجمة عن استخدام هيدرات الكلورال كلًا من التقيؤ، والغثيان، والتهيج المعدي، والهذيان، والتوهان، وردود الفعل التحسسية ومن آن لآخر الإثارة – مستوى نشاط مرتفع بدلًا من الشعور بالتعب والغط في النوم. يتوفر هيدرات الكلورال في ثلاثة أشكال – الشراب، والمحفظة والتحميلة. يظهر الشراب النجاح الأقصى مع الأطفال في عمر 4 أشهر فما فوق، إذ تُسكب الجرعة المناسبة في محقنة فموية أو كوب. تُستخدم المحقنة لحقن الشراب في مؤخرة الفم ثم حث الطفل على البلع. تتراوح الجرعات بين 500 ملغ و2 غ في أي مكان من أجل الحث على النوم، ويُوصى بجرعة 50 ملغ لكل كيلوغرام من وزن الجسم للأطفال. يمكن استخدام جرعة ثانية في حال عدم نوم الطفل بعد الجرعة الأولى، بشرط ألا تزيد عن الجرعة الأولى، مع جرعة إجمالية لا تتجاوز 100 ملغ/كغ من وزن الجسم. يجب وجود طبيب وممرض مهني أو مسجل ضمن الطاقم المسؤول عن التهدئة. يجب أيضًا توثيق المتغيرات الفيزيولوجية ومراقبتها طوال فترة العملية. لا يجب استخدام المهدئات إلا بوجود أشخاص متمكنين وعلى دراية بإدارة مجرى الهواء التنفسي والإنعاش القلبي الرئوي (سي بّي آر).
يُستخدم البروبوفول بالوريد عن طريق مضخة التسريب على نحو متزايد بهدف التهدئة.

### الإجراءات
ينبغي توقيع نموذج موافقة من قبل المريض أو الوصي واستلامه على أن يوضح التهدئة الواعية والعملية المقرر إجراؤها. يجب الحصول على تقييم طبي موثق لأهداف ما قبل التهدئة بما في ذلك اختبار مجرى الهواء المركز في اليوم المقرر فيه إجراء التهدئة أو خلال الأيام القليلة السابقة، يشمل ذلك على سبيل المثال وليس بشكل حصري:
- العمر والوزن
- التاريخ الطبي الشامل والكامل بما في ذلك جميع الأدوية الحالية، والحساسية للأدوية، والأمراض ذات الصلة، وردود الفعل الدوائية الضارة (على وجه الخصوص أي رد فعل سابق على المهدئات) والتاريخ العائلي ذي الصلة.
- التحقق من وجود أي مشاكل تنفسية أو في مجرى الهواء.
- جميع الأدوية المأخوذة من قبل المريض (بما في ذلك الجرعة وتاريخ استخدام الدواء المحدد) في يوم العملية.
- تناول الطعام والشراب في آخر 8 ساعات قبل التهدئة – فطور أو عشاء خفيف قبل 1-2 ساعة من الاختبار بهدف التقليل من احتمالية التهيج المعدي (الشائع مع هيدرات الكلورال).
- جميع العلامات الحيوية.

يجب تسجيل جميع طلبات التهدئة الواعية للمرضى. لا تُقبل الوصفات أو الطلبات الواردة من أماكن خارج مكان التهدئة الواعية. ينبغي وجود فرد واحد معين من أجل مراقبة الحالة القلبية الرئوية للمريض الخاضع للتهدئة وذلك قبل التهدئة وخلالها وبعدها.
في حالة التهدئة العميقة للمريض، تنحصر مهمة هذا الفرد في التحقق من العلامات الحيوية وتسجيلها كل خمس دقائق على الأقل. يجب التحقق من جميع الأدوية والمعدات، المناسبة لحجم المريض وسنه والمستخدمة في إبقاء المريض على قيد الحياة، قبل إجراء التهدئة، ويجب أيضًا إتاحتها بسهولة في أي وقت خلال التهدئة وبعدها.
تُعطى الأدوية بواسطة الطبيب أو الممرض مع التوثيق (الجرعة، والاسم، والزقت وما إلى ذلك). يُمنع إعطاء المهدئات للأطفال دون إشراف طاقم طبي متمكن وعلى دراية جيدة (في الحالات المنزلية، يجب وجود فني). ينبغي توفر معدات الطوارئ بما فيها عربة الإنعاش بسهولة، إلى جانب مراقبة التنفس بصريًا وعبر سماعة الطبيب. يجب على فرد من العائلة البقاء في الغرفة مع المريض، خاصة في حال خروج المسؤول عن الفحص. في هذا السيناريو، يمكن مراقبة التنفس صوتيًا عبر وضع ميكروفون نظام المراقبة قرب رأس المريض. يجب إعلام الطاقم الطبي في حال وجود تنفس بطيء.
بعد انتهاء العملية، يخضع المريض للمراقبة المستمرة في المؤسسة المجهزة بالمعدات والطاقم المناسب نظرًا لكونه «متخبط» مع تحكم حركي ضعيف. لا يجب على المرضى الوقوف بمفردهم في الساعات القليلة الأولى. لا يجب إعطاء أي أدوية حاوية على الكحول قبل عودة المريض إلى حالته الطبيعية. يُوصى المريض بشرب السوائل من أجل تقليل التهيج المعدي. ينبغي على كل مؤسسة إنشاء معايير تخريج المرضى الخاصة بها والعمل بالاعتماد عليها. ينبغي أيضًا تقديم التعليمات الشفهية والمكتوبة حول الشؤون المتعلقة بتقييد نشاط المريض والتغيرات المتوقعة في السلوك. يجب استيفاء جميع معايير التخريج وتوثيقها قبل السماح للمريض بمغادرة المؤسسة.
تشمل بعض المعايير قبل التخريج ما يلي:
- العلامات الحيوية المستقرة المشابهة لتلك المسجلة قبل العملية.
- وصول المريض إلى مستوى الوعي السابق للعملية.
- تلقي المريض تعليمات العناية ما بعد العملية.[5]